# Сан-Клементе-дель-Тую
Сан-Клементе-дель-Тую́ (исп. San Clemente del Tuyú) — курортный город в Аргентине в провинции Буэнос-Айрес. Относится к муниципалитету Ла-Коста.

## История
В 1744 году иезуит Томас Фолкнер провёл по заданию испанских властей картографическую съёмку этих мест. Продолжая его работу, отец Хосе Кардиэль дал впадающей здесь в Атлантический океан реке название «Рио-Сан-Клементе» в честь святого Климента I.
В 1930-х годах эти места стали пользоваться популярностью среди туристов, и в 1935 году здесь был официально заложен город.
В 1949 году президент Хуан Доминго Перон решил сделать Сан-Клементе-дель-Тую базой подводных лодок, и поэтому побережье реки Сан-Клементе было передано под юрисдикцию ВМФ, и была проложена широкая дорога, обеспечивающая возможность доставки к будущей базе частей подводных лодок. Однако, проект так и не был осуществлён, оставив после себя лишь широкие улицы города.
В связи с развитием курортных городов восточного побережья провинции Буэнос-Айрес, они в 1978 году были выделены в отдельный муниципалитет, получивший название «Ла-Коста» («Прибрежный»).
В 1994 году город послужил площадкой для съёмки знаменитой теленовеллы «Нано» с участием киноактёра Густаво Бермудеса.